# Emil Frotscher
Emil Frotscher (* 1902 oder 1903; † August 1986 in Ahrensburg) war ein deutscher Journalist.

## Leben
Über Frotschers Hintergrund und Tätigkeiten vor dem Zweiten Weltkrieg ist wenig bekannt, außer dass er bei der Berliner Illustrierten Nachtausgabe gearbeitet hat. Er war an der Gründung der NS-Wochenzeitung Das Reich beteiligt, dort aber kein Redakteur, stattdessen half er während des Krieges beim Aufbau der Besatzungszeitungen des Europa-Verlags, einem von Rolf Rienhardt geleiteten Tochterunternehmen des Franz-Eher-Verlags unter Max Amann.
Seine erste Station war mit dem Überfall auf die Niederlande die Gründung der Deutsche Zeitung in den Niederlanden DZN, bei der er von Juni bis Dezember 1940 erster Chefredakteur war. Anschließend war er von Januar 1941 an erster stellvertretender Chefredakteur der Schwesterzeitung Pariser Zeitung, bis er Ende Mai 1941 in den Osten ging und von Alfred Rapp abgelöst wurde. Nach dem Überfall auf die Sowjetunion organisierte er als Leiter des Referats Ostzeitungen  die Herausgabe von Besatzungszeitungen in den frisch eroberten Gebieten. So gründete er zum Beispiel  die Deutsche Zeitung im Ostland, die in Riga herausgegeben wurde. Zuvor war Frotscher mit der Revaler Zeitung befasst gewesen. Frotscher arbeitete eng mit der Besatzungsverwaltung zusammen. So begleitete er den Reichskommissar Ostland Hinrich Lohse auf einer Reise in das Besatzungsgebiet und gab darüber 1941 ein Propaganda-Buch in Riga heraus, in dem er u. a. die Gewaltmaßnahmen gegen Russen und „Juden“ rechtfertigte und antisemitische Bildinterpretationen zum Besten gab.
Nach dem Zweiten Weltkrieg wurde Frotscher Chefredakteur der überregionalen Boulevardzeitung Abendpost (Frankfurt am Main). Unter seiner Leitung erreichte diese Zeitung im Dezember 1952 eine Auflage von 181.390 Exemplaren. Hier zeigte sich Frotschers Geschick, so bescheinigte Kurt Pritzkoleit dem Blatt einige Jahre später in Wem gehört Deutschland. Eine Chronik von Besitz und Macht, eine „prompte Nachrichtengebung [und] treffsichere politische Glossen“ sowie ein Feuilleton zu schaffen, dessen „Aktualität, Lebendigkeit und kritischer Mut der Abendpost eine Sonderstellung“ zugewiesen habe. Nachdem im August 1963 die Zeitung zur Hälfte von Herbert Allerdt, dem Treuhänder der sozialdemokratischen Konzentration GmbH, übernommen worden war, reichte Frotscher seine Kündigung ein. Der Grund hierfür soll gewesen sein, dass Allerdt den Redakteuren nahegelegt habe, für Willy Brandt als künftigen Bundeskanzler einzutreten, worauf Frotscher befürchtet habe, dass die Abendpost von da an auf Parteilinie gebracht worden wäre.
Anschließend wechselte er zur Welt am Sonntag, wo er von 1964 bis 1970 für das Ressort „Serien und Biographien“ zuständig war. Frotscher starb im Alter von 83 Jahren in Ahrensburg.

## Veröffentlichungen
- Ostland kehrt nach Europa zurück – Notizen von einer Reise mit dem Reichskommissar Hinrich Lohse durch Litauen und Weißruthenien. Verlag „Deutsche Zeitung im Ostland“, Riga 1941.